# Astragalus cercidophacos
Astragalus cercidophacos är en ärtväxtart som beskrevs av Dieter Podlech och Maassoumi. Astragalus cercidophacos ingår i släktet vedlar, och familjen ärtväxter. Inga underarter finns listade i Catalogue of Life.